# Afsluitdijk

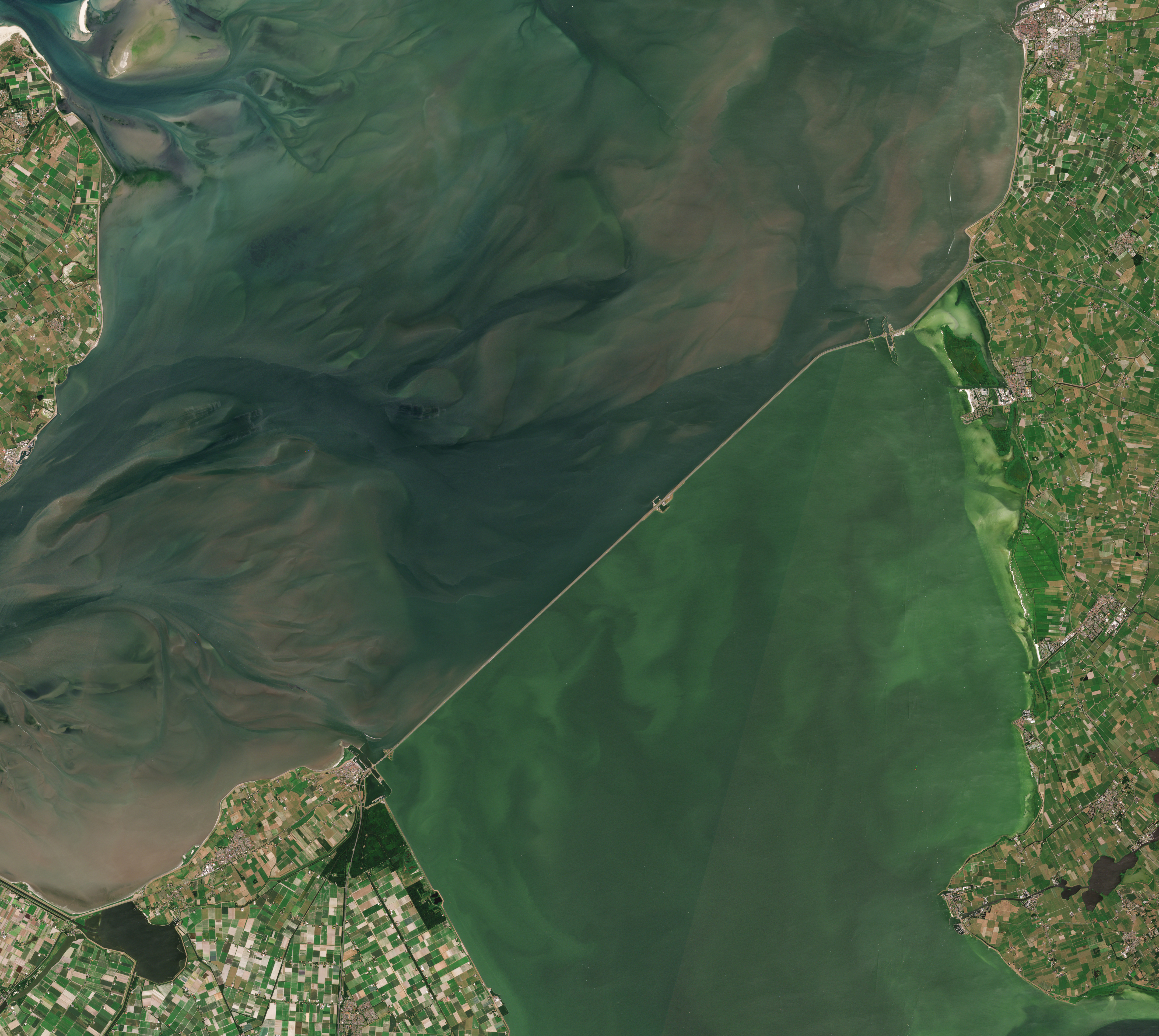
Satellietfoto van de Afsluitdijk

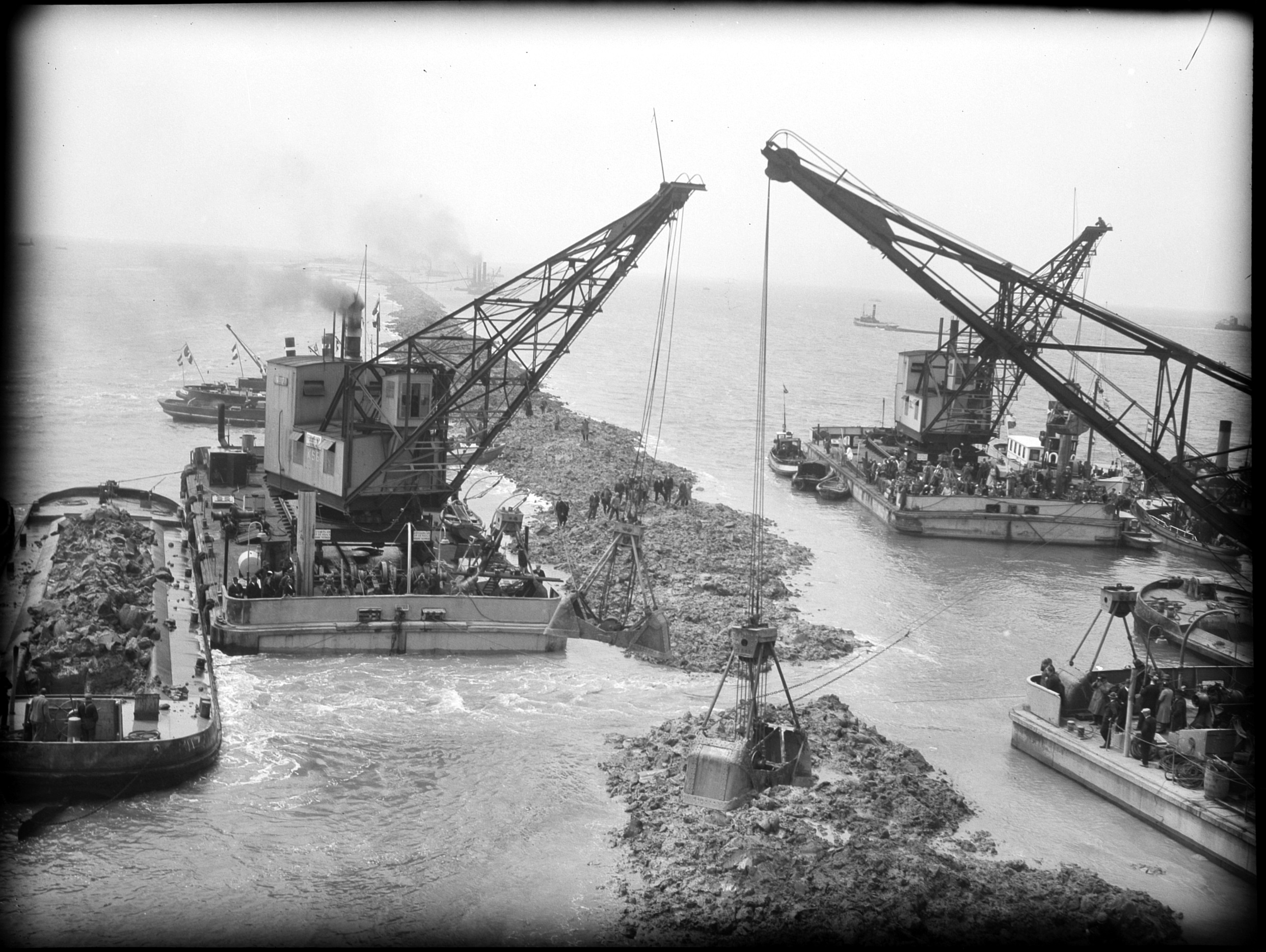
Het sluiten van het laatste gat; 28 mei 1932.

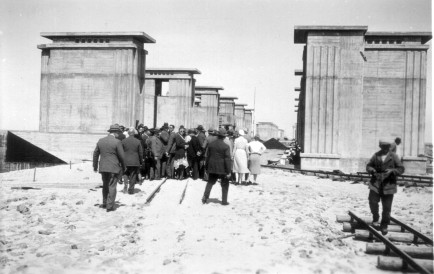
Bezoek aan spuisluizen in aanbouw, circa 1930.

Dwarsprofiel van de Afsluitdijk bij km 7; 1925.

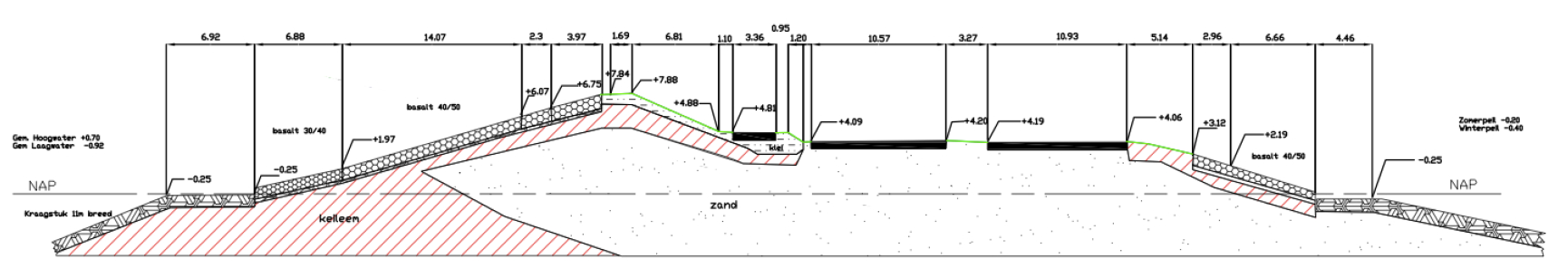
Een dwarsprofiel van de Afsluitdijk voorafgaand aan de start van de verbeteringswerkzaamheden in 2019.

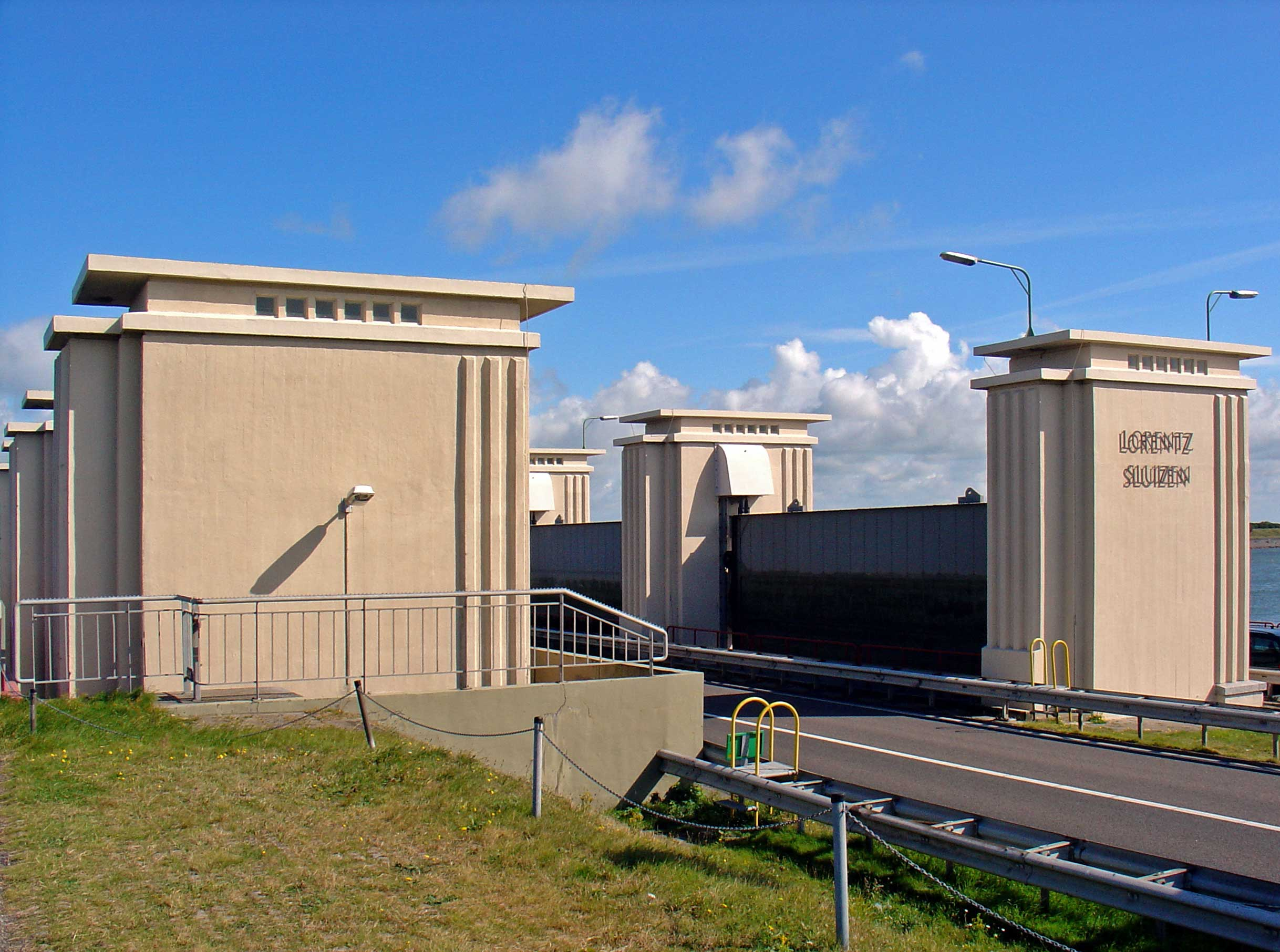
Lorentzsluizen bij Kornwerderzand

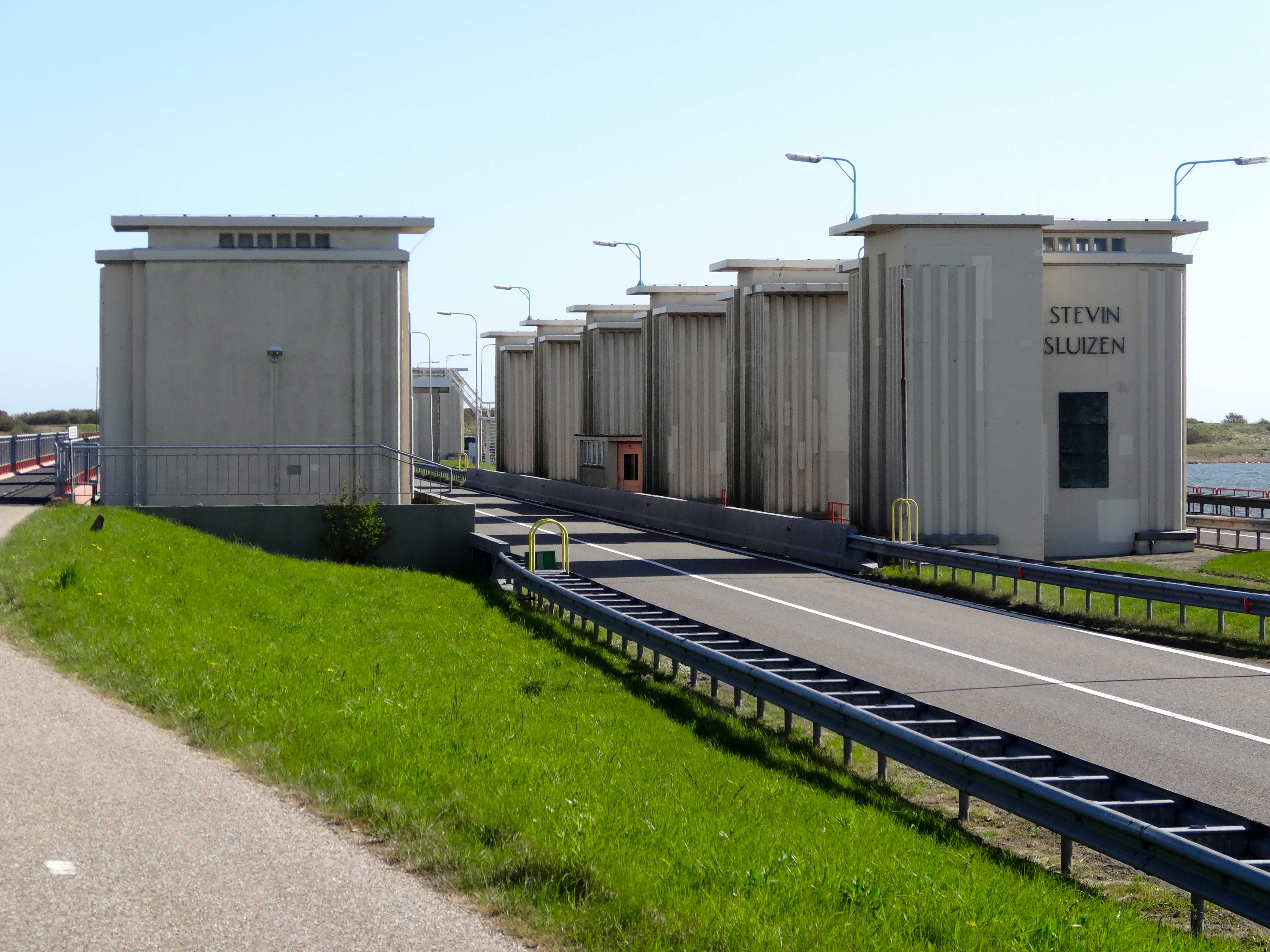
Stevinsluizen bij Den Oever

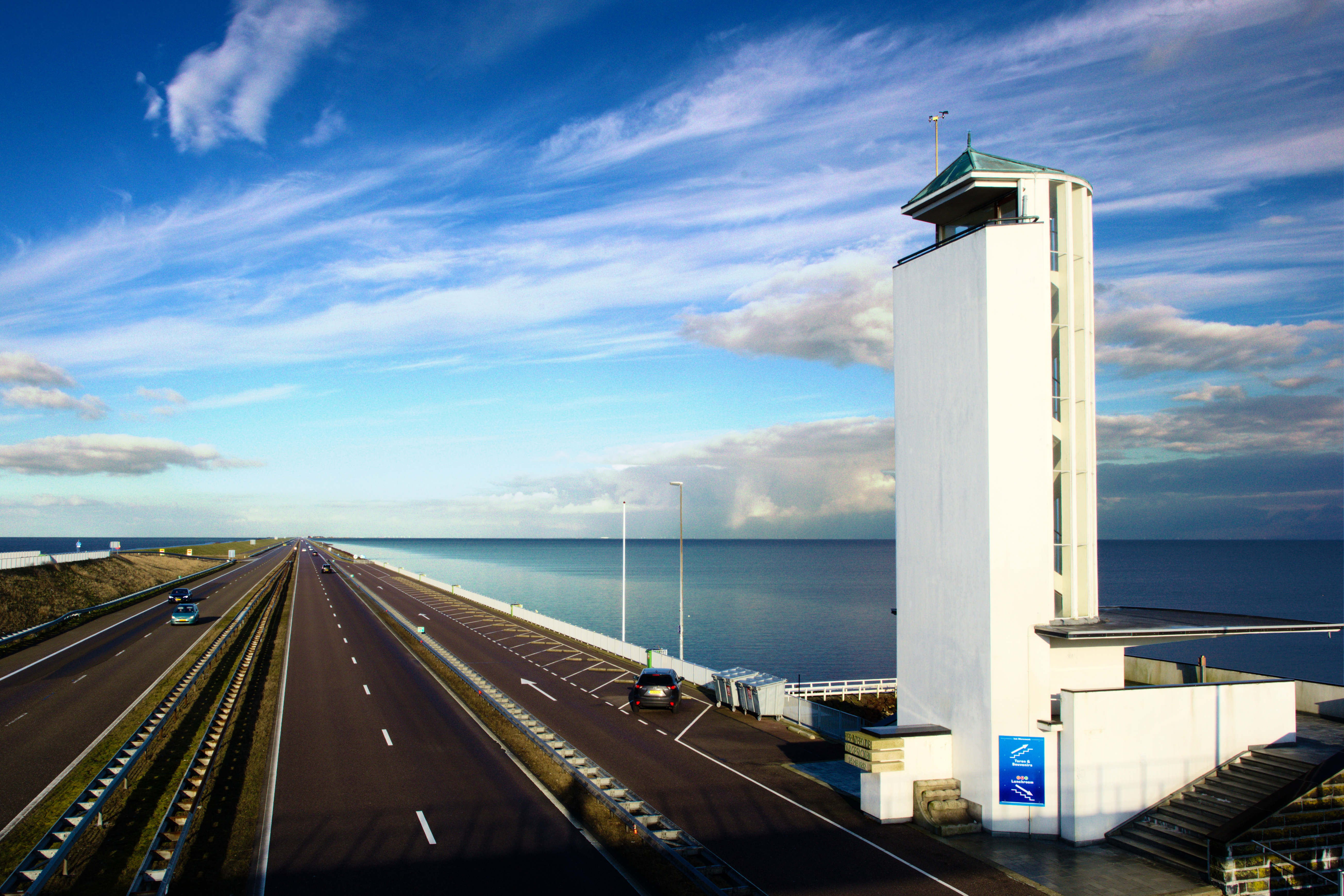
Het Vlietermonument

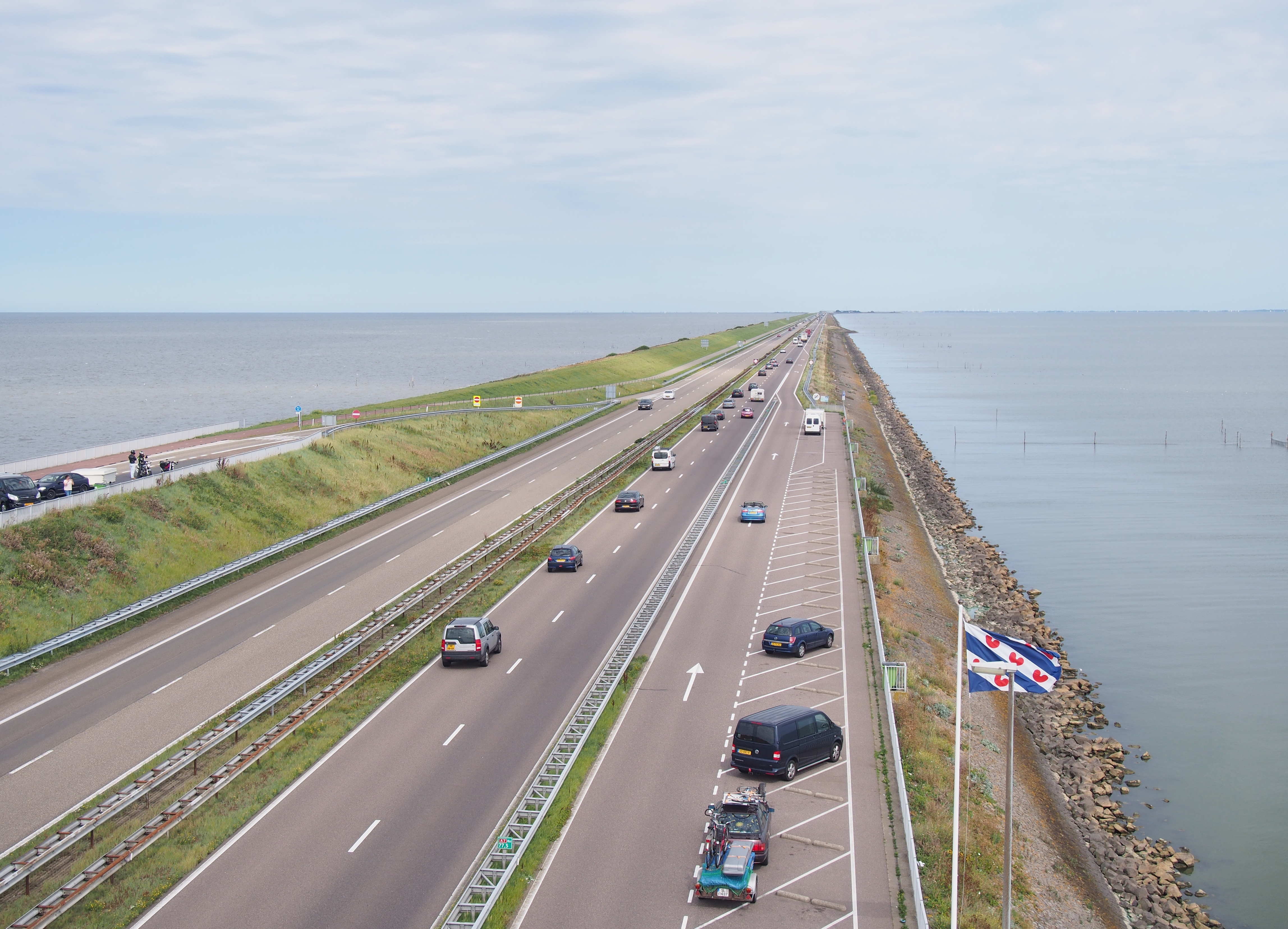
Zicht vanaf Vlietermonument richting Friesland; 2016.

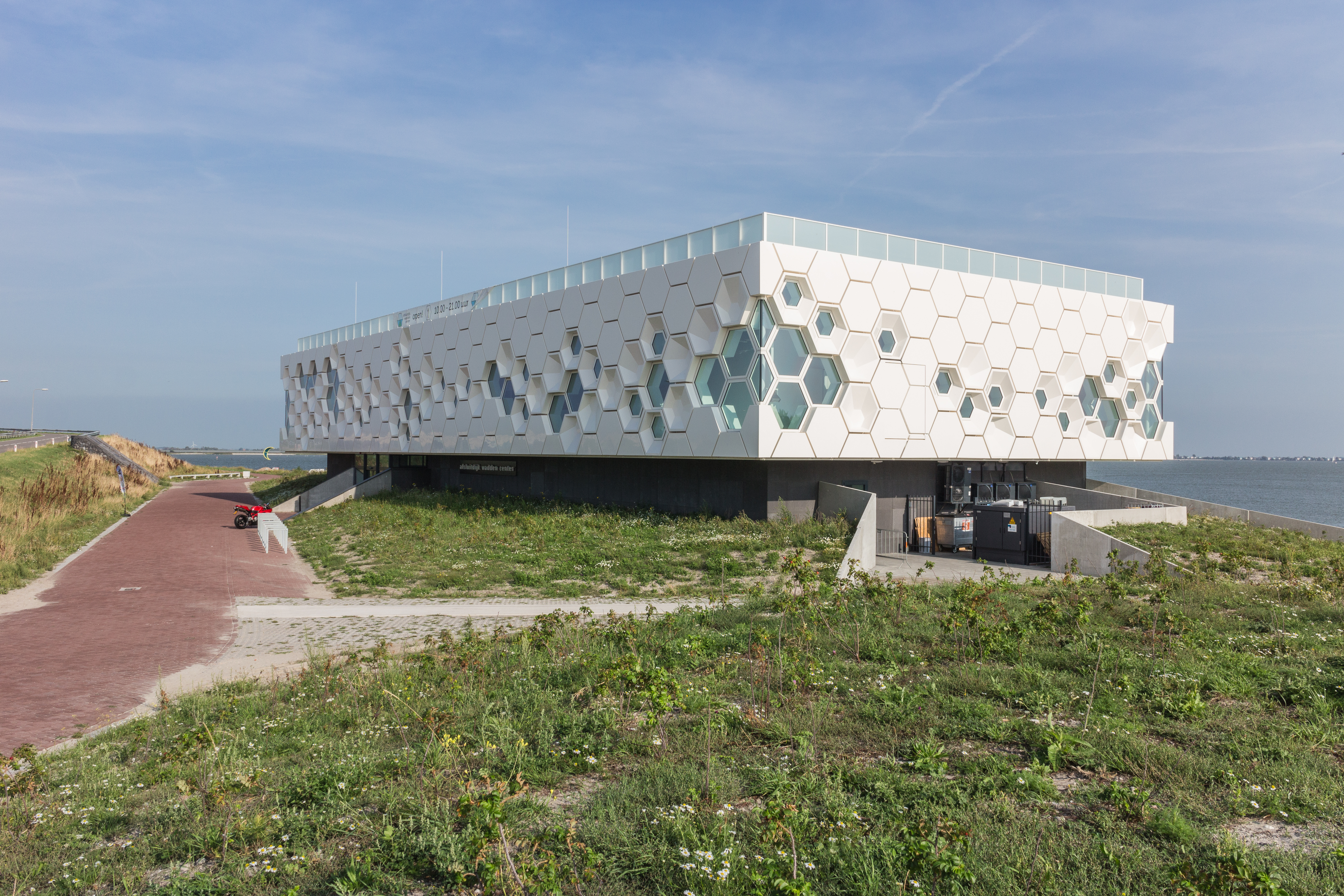
Afsluitdijk Wadden Center, expositiecentrum, De Nieuwe Afsluitdijk.

De Afsluitdijk (Fries: Ofslútdyk, IPA: /’ɔ:slüdik/; West-Fries: Ofsluitdoik) is een waterkering in Nederland tussen de provincies Noord-Holland en Friesland die het IJsselmeer afsluit van de Waddenzee. Hieraan ontleent de waterkering zijn naam. De hele dijk is 32,5 km lang, het waterkerende deel ervan 30 km. De Afsluitdijk is belangrijk om een deel van Nederland tegen overstromingen te beschermen.
De Afsluitdijk is een onderdeel van de Zuiderzeewerken. In 1927 werd begonnen met de aanleg. In 1932 werd het laatste sluitgat, de Vlieter, gesloten. Een jaar later werd hij opengesteld voor het wegverkeer. Aan beide kanten van de Afsluitdijk liggen schut- en spuisluizen. Tegen Noord-Holland zijn dit de Stevinsluizen. Bij Kornwerderzand, ruim 4 km van het Friese vasteland, liggen de Lorentzsluizen. Hier wordt de Vismigratierivier aangelegd.
Over de Afsluitdijk loopt een verkeersweg die beide provincies met elkaar verbindt. De weg ligt niet op het hoogste punt van de dijk, maar ten zuiden daarvan, waardoor de Waddenzee vanaf de weg niet zichtbaar is. Tussen de snelweg en het hoogste punt ligt een fietspad. Op de plaats waar de Afsluitdijk werd gedicht, werd een monument opgericht; het Vlietermonument. Op de provinciegrens werd de grenspaal Afsluitdijk geplaatst.
Tot aan de afsluiting was het IJsselmeer een zee, de Zuiderzee geheten. Na de afsluiting werd het zoute IJsselmeer een zoetwaterbekken.

## Geschiedenis

### Voorgeschiedenis
De voorgeschiedenis van de Afsluitdijk is die van de Zuiderzeewerken als geheel.
In 1886 richtten enkele notabelen de Zuiderzeevereniging op die moest onderzoeken of drooglegging van de Zuiderzee haalbaar was. Ingenieur Cornelis Lely was een prominent lid en later voorzitter van deze vereniging. Hij ontwierp in 1891 zijn eerste plan voor de afsluiting en inpoldering van de Zuiderzee.
In 1913, Lely was inmiddels minister van waterstaat, werd inpoldering opgenomen in het regeringsprogramma. Dit ondanks protesten vanuit de visserij. Na de watersnood van 1916 en de hongersnood van 1918 waren de geesten rijp voor het megaproject. In dat laatste jaar ging het parlement akkoord.

### Ontwerpfase
Bij het ontwerp en de aanleg van de Afsluitdijk moest met (voor hedendaagse begrippen) tamelijk eenvoudige middelen worden gewerkt. Sluizen en dijklichamen werden eerst op schaal gebouwd en getest.   Desondanks, of juist wel daarom, is er wereldwijd nog steeds bewondering voor het vakmanschap waarmee het gedurfde project werd uitgevoerd. Het bevestigde de vooraanstaande positie van Nederland op het gebied van waterbouwwerken.
In het originele ontwerp van Lely zou de Afsluitdijk niet bij Cornwerd, maar bij Piaam aansluiten op de Friese kust.
Er was in het land de vrees dat de afdamming van de Zuiderzee zou leiden tot aanzienlijke hogere stormvloedstanden bij de dijken van Noord-Holland en Friesland. Om hier een goed beeld van te krijgen stelde Lely een staatscommissie in om dit te onderzoeken. Deze Staatscommissie Zuiderzee stond onder leiding  van Nobelprijswinnaar Hendrik Lorentz. Lely had bewust voor een internationaal erkend wetenschapper gekozen van buiten de top van Rijkswaterstaat om zo politieke discussies hierover te vermijden. De commissie berekende het effect van de Afsluitdijk met een voor die tijd zeer innovatieve rekenmethode. Zij concludeerden dat inderdaad de stormvloedhoogten langs de Friese dijken iets zouden toenemen, maar ook dat de getijslag (het verschil tussen eb en vloed) sterk zou toenemen als de dijk zou aansluiten bij Piaam. Toename van de getijslag zou de stroomsnelheden doen toenemen en de aanleg van de dijk bemoeilijken. Ook bleek de ondergrond op het geprojecteerde tracé van de Afsluitdijk niet ideaal voor de aanleg van een dijk. De commissie-Lorentz adviseerde daarom de Afsluitdijk iets noordelijker aan te leggen, waardoor de toename van de getijslag minder werd.
Naast de dijk zelf was er ook de nodige bouw van twee complexen van scheepvaartsluizen en uitwateringsluizen aan beide uiteinden van de dijk. Het complex in Den Oever omvat de Stevinsluizen (vernoemd naar zoon van Simon Stevin, Hendrik Stevin, die als eerste plannen maakt tot afsluiting van de Zuiderzee) en drie series van vijf sluizen voor het lozen van het IJsselmeer in de Waddenzee; het andere complex in Kornwerderzand bestaat uit de Lorentzsluizen (vernoemd naar de natuurkundige) en twee series van vijf uitwateringsluizen, wat in totaal 25 uitwateringskolken oplevert. Het is noodzakelijk om regelmatig water uit het meer te lozen, omdat het voortdurend wordt gevoed door rivieren en beken (met name de IJssel) en polders die hun water afvoeren in het IJsselmeer.
De Afsluitdijk sluit met een knik aan op de Friese kust, om de uitstroom van het IJsselmeer te vergemakkelijken. Het sluizencomplex van Kornwerderzand watert af op de schuine geul van de Middelgronden. Het leek de ingenieurs het beste om het sluizencomplex recht op de geul te plaatsen, zodat het water in een rechte lijn kan wegstromen. Het oorspronkelijke plan werd hiertoe aangepast.

### De kruinhoogte van de Afsluitdijk
De kruinhoogte van de Afsluitdijk werd oorspronkelijk bepaald op basis van onvoldoende gegevens over golfoploop. Dit bleek al snel na de eerste grote stormvloed na de voltooiing van de werken, die plaatsvond in december 1936. Tijdens de storm bereikte het water in de Waddenzee een waterstand van ongeveer een halve meter onder de kruin. Voor de kruinhoogte, zoals berekend door de Staatscommissie Zuiderzee, werden voornamelijk stormvloedhoogtes gebruikt gebaseerd op stormvloeden die zich in de periode 1825-1926 hadden voorgedaan.
Volgens de voorspellingen van de commissie zou als de Zuiderzee in de periode 1825-1926 gesloten was, de hoogste waterstand 3,1 meter boven NAP bij Den Oever en ongeveer 3,4 meter aan de Friese kust. De commissie vestigde echter de aandacht op het feit dat in een zeer zeldzame en ongunstige set van omstandigheden, zelfs hogere stormvloedhoogten mogelijk waren.
De lagere waarde was gebaseerd op de veronderstelling dat golfgroei in het ondiepe gebied nabij de Friese kust zou worden verminderd. Het werd echter al in 1934 duidelijk dat deze veronderstelling onjuist was omdat de ondiepe zone niet breed genoeg was om de golfhoogte voldoende te doen verminderen. Om dit probleem aan te pakken werd een deel van het dijklichaam verwijderd en werd een berm op stormvloedniveau aangebracht, de berm verminderde de golfoploop. Ondanks deze aanpassingen bleek een storm uit 1937 dat ze onvoldoende waren, wat leidde tot een toename van de kruinhoogte tot 7,4 meter.

### Aanleg Amsteldiepdijk en Afsluitdijk
In juni 1920 werd het eerste deel van het werk aanbesteed: de aanleg van de 2,5 kilometer lange Amsteldiepdijk of Korte Afsluitdijk van Noord-Holland naar het eiland Wieringen. Bij dat project werd nuttige ervaring opgedaan, die later van pas kwam bij de aanleg van de Afsluitdijk.
De aanleg van de eigenlijke Afsluitdijk begon in januari 1927. Er werd gewerkt vanuit vier locaties: de beide oevers en de beide speciaal aangelegde werkeilanden Breezand en Kornwerderzand. Bij de aanleg van de 32 kilometer lange dijk werd voor het eerst keileem toegepast, dat taaier was gebleken dan zand of klei. Dit materiaal is in Noord-Nederland ruim voorhanden. Het werd hier afgezet tijdens de Saale-ijstijd en kon in de nabijheid van de aan te leggen dijk eenvoudig worden opgebaggerd. De dijk is gefundeerd op zinkstukken van gevlochten wilgentenen die werden afgezonken door er steenblokken op te deponeren.
Op 28 mei 1932, om 13:02 uur, werd de Vlieter, het laatste gat in de Afsluitdijk, gesloten. Vier maanden later, op 20 september 1932, werd de naam Zuiderzee officieel geschiedenis. Het binnendijkse deel heette voortaan IJsselmeer, het buitendijkse deel Waddenzee. Nadat de afrondende werkzaamheden waren voltooid, werd de Afsluitdijk op 25 september 1933 officieel opengesteld voor het verkeer. Victor de Blocq van Kuffeler, directeur-generaal der Zuiderzeewerken, verrichtte de openingshandeling.
De aanleg kostte ten minsten veertien mensen het leven. Deels door verdrinking, deels door andere bedrijfsongevallen.

### Tweede Wereldoorlog
Aan het begin van de Tweede Wereldoorlog, tijdens de Duitse inval in mei 1940, vond de Slag om de Afsluitdijk plaats. Ondanks verwoede pogingen slaagden de Duitsers er niet in de stelling bij Kornwerderzand in te nemen. Dat kwam mede door de kanonneerboot Johan Maurits van Nassau die vanaf de Doove Balg in de Waddenzee de Duitse batterij bij Kornwerderzand onder vuur nam. De Duitsers werden door de beschieting gedwongen hun artillerie terug te trekken. Het schip werd echter kort daarna door bommenwerpers bij Callantsoog tot zinken gebracht. Zeventien bemanningsleden verloren hierbij het leven.
In het Kazemattenmuseum bij Kornwerderzand is hier nog een monument voor onthuld.

### Watersnood van 1953
Springtij en een noordwesterstorm veroorzaakten in 1953 grote overstromingen in zuidwestelijk Nederland, België en Engeland. De Afsluitdijk kreeg het zwaar te verduren, maar hield stand. Overstromingen rond het IJsselmeer bleven daardoor uit. Nadien werd wel gezegd dat de Afsluitdijk zich in één nacht had betaald.

## Project Afsluitdijk
De Afsluitdijk kende bij de oplevering twee complexen van spuisluizen, bij Den Oever en bij Kornwerderzand. In 1998 bleek dat de capaciteit niet langer toereikend was, en in 2001 werd begonnen met onderzoek naar de beste locatie voor een derde complex. Een derde spuisluizencomplex werd noodzakelijk geacht wegens stijging van de zeespiegel, bodemdaling en verhoogde aanvoer van rivierwater via de IJssel. De kruin en het binnentalud waren daarvoor niet voldoende erosiebestendig. En ook de sluizen zelf voldeden niet meer aan de normen
In 2003 werd de bouw voor vijf jaar uitgesteld wegens geldgebrek. Uiteindelijk werd in april 2019 met de werkzaamheden gestart. Een nieuwe spuisluis moet ervoor zorgen dat IJsselmeerwater in elk geval tot 2050 onder vrij verval kan worden gespuid. Daarna zal het IJsselmeerpeil naar verwachting moeten worden verhoogd om te kunnen blijven spuien of moeten er gemalen op de Afsluitdijk worden gebouwd om het water naar de Waddenzee te pompen. Tot de werkzaamheden behoort de aanleg van een proefcentrale waarin blauwe energie wordt opgewekt door zout en zoet water te mengen.

### Marktverkenning Afsluitdijk
Op 29 mei 2008 werden acht partijen door Rijkswaterstaat en de provincies Noord-Holland en Friesland uitgenodigd om elk voor zich een integrale visie op de Afsluitdijk te ontwikkelen en te onderbouwen op haalbaarheid en uitvoerbaarheid in ruimtelijke, financiële en juridische zin.

### Prijsvraag Afsluitdijk van de toekomst
In 2007 schreef Rijkswaterstaat een prijsvraag uit. De opgave was vergelijkbaar met die voor de bovengenoemde marktverkenning. Op 23 september 2008 werd de eerste prijs toegekend aan het plan De Resonator; een plan voor een waterkering ten zuiden van de Afsluitdijk die de getijgolf van de Texelstroom zodanig verlengt en reflecteert dat de getijslag toeneemt. Hierbij wordt gebruikgemaakt van resonantie van getijgolven. De toegenomen getijslag zorgt voor lagere laagwaterstanden en hogere hoogwaterstanden. De verlaagde laagwaterstanden maken het mogelijk om ook bij zeespiegelstijging na 2050 het water uit het IJsselmeer onder vrij verval te kunnen blijven spuien in de Waddenzee. Door gebruik te maken van resonantie hoeft het waterpeil in het IJsselmeer niet te worden verhoogd en zijn gemalen op de Afsluitdijk niet nodig. De hogere hoogwaterstanden worden gekeerd door extra hoge dijken. Om het getij binnen te laten in het 'Binnenwad' is een 'overbruggingsgat' van 6 km in de Afsluitdijk nodig.

### Samenwerking tussen Rijk en regio
Het Rijk en de regio legden in 2011 in een schriftelijke overeenkomst een taakverdeling vast. Het Rijk zou zich gaan richten op de veiligheid van de dijk en de waterafvoer vanuit het IJsselmeer naar de Waddenzee. Hiervoor werd ongeveer achthonderd miljoen euro uitgetrokken. De regio zou er zorg voor dragen dat de dijk breder zou worden ontwikkeld op het gebied van economie, natuur en energie. Financiering daarvan zou door de regio geregeld worden. Staatssecretaris Atsma zegde in december 2011 twintig miljoen euro toe voor de uitvoering van die regionale plannen.

### Rijksinpassingsplan
In 2016 werd het Rijksinpassingsplan vastgesteld voor de versterking van de Afsluitdijk en het vergroten van de mogelijkheid om water af te voeren. Naast waterveiligheid en waterhuishouding zijn ook andere functies en waarden meegenomen, zoals de cultuurhistorische waarde en de verbindingsweg A7. In de planuitwerking is ruimte gevonden om een aantal regionale ambities direct te laten aanhaken of op de realisatie van de ambities voor te sorteren. 
Bij de voorbereidingen werd door Rijkswaterstaat belangrijke informatie over golfhoogtes en waterstanden over het hoofd gezien. Niet meegenomen werd het gegeven "waarin bij relatief laag water toch vrij hoge golven in het IJsselmeer kunnen ontstaan". De kosten werden daardoor honderden miljoenen euro's duurder en de afwerking van het project werd met enkele jaren vertraagd.

### Versterking Afsluitdijk
De werkzaamheden begonnen in april 2019 en hadden in mei 2022 moeten zijn afgerond. Het project bestaat uit het versterken van het dijklichaam en de schut- en spuisluizen (waterveiligheid), het vergroten van de capaciteit om water af te voeren van het IJsselmeer naar de Waddenzee (waterbeheer) en het verbeteren en onderhouden van Rijksweg A7(wegverkeer). Op initiatief van regionaal samenwerkingsverband De Nieuwe Afsluitdijk worden extra werkzaamheden meegenomen op het gebied van natuur en recreatie en toerisme.
Wegens de werkzaamheden werd de Afsluitdijk afgesloten voor voetgangers en fietsers, maar ze krijgen de gelegenheid om gratis met de bus over de Afsluitdijk te reizen en hun eventuele fiets mee te nemen.

### Versterken van het dijklichaam

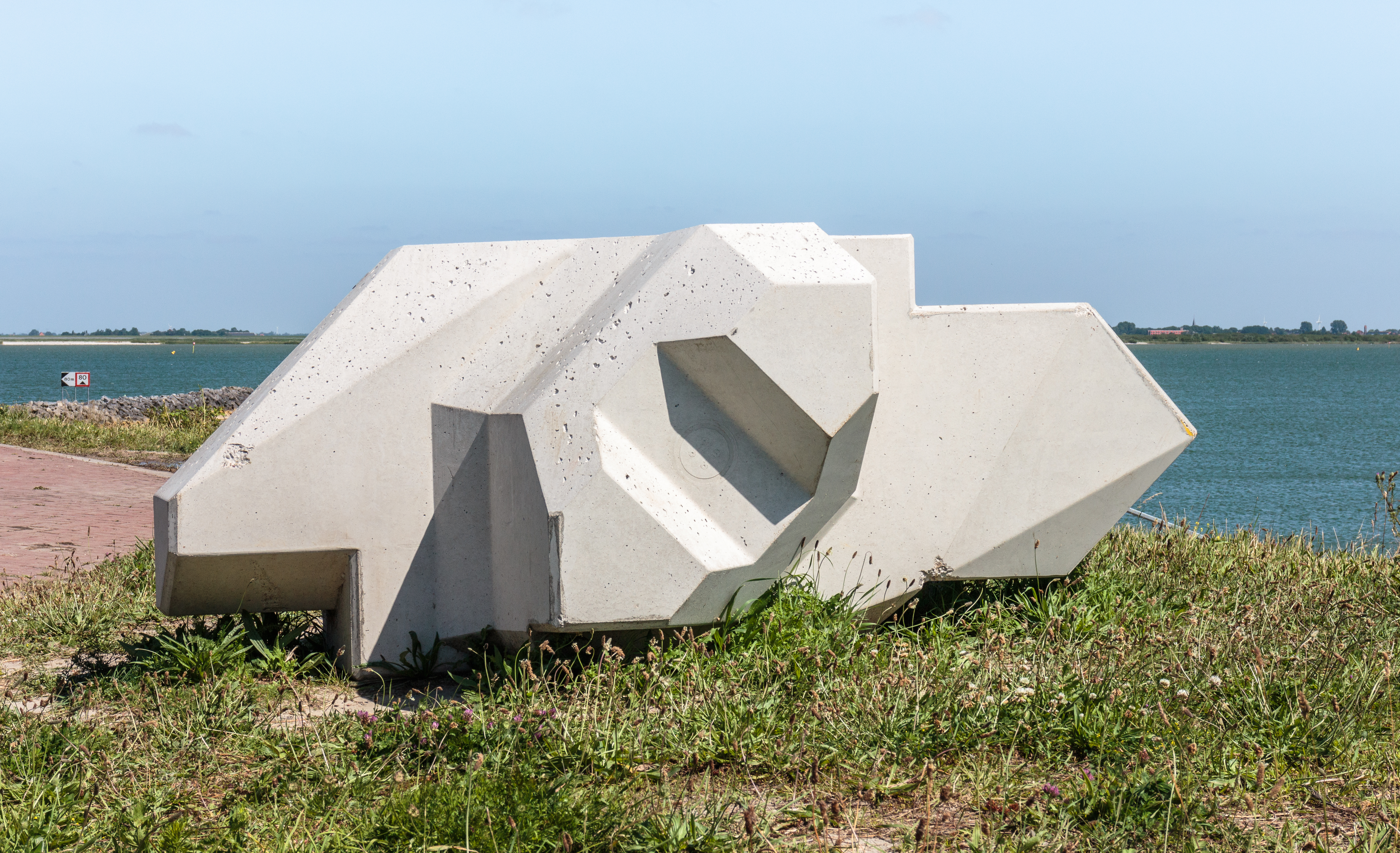
Een Levvel-bloc, versterking Afsluitdijk 2019-2023

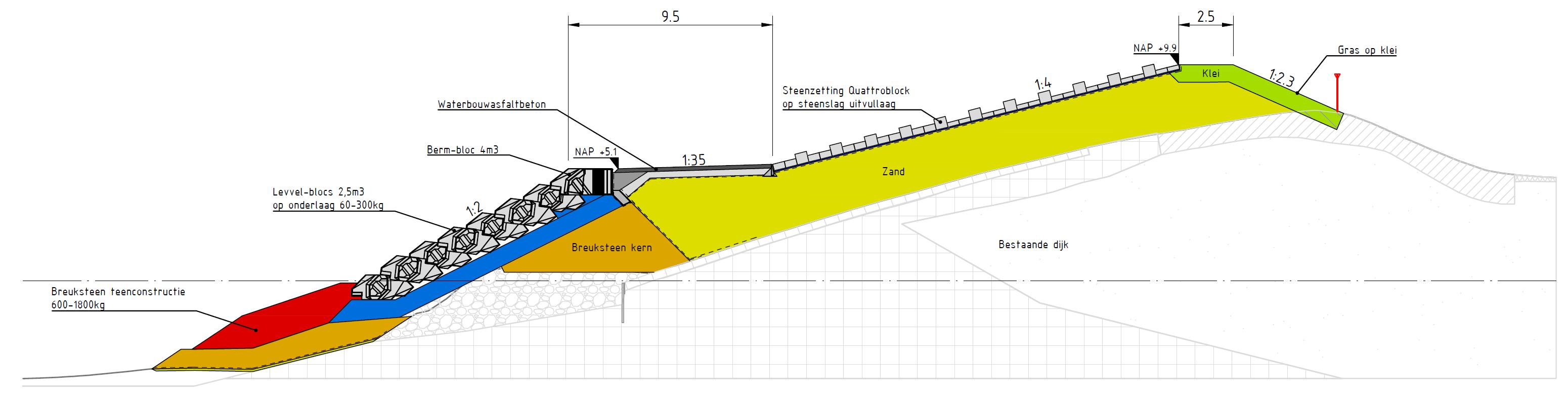
Het nieuwe profiel (Den Oever - Kornwerderzand)

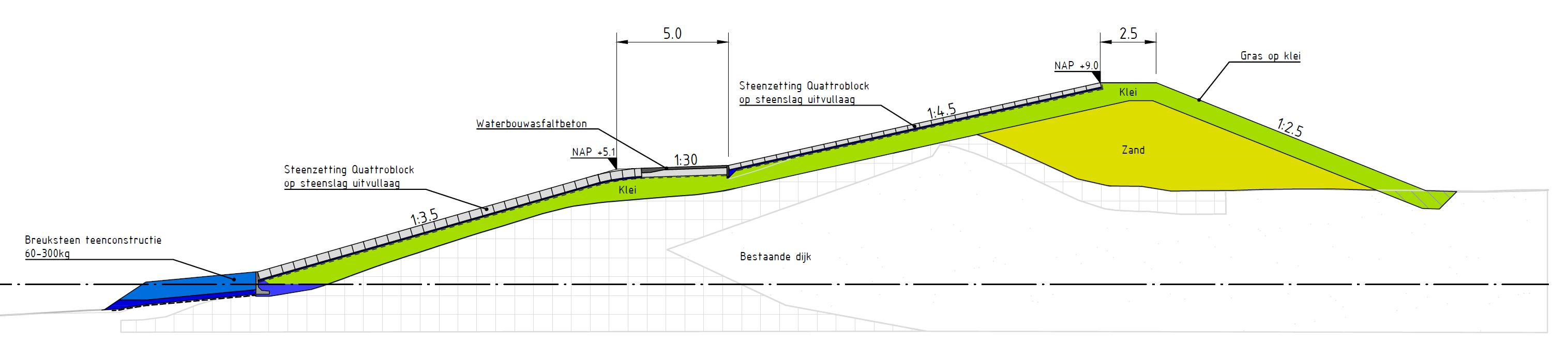
Het nieuwe profiel (Kornwerderzand - Friese Kust)

De Afsluitdijk wordt versterkt zodat hij tot ten minste 2050 weer bestand moet zijn tegen extreme weersomstandigheden. Als onderdeel van deze versterking wordt de dijk aan de Waddenzeezijde zo'n twee meter hoger en voorzien van een nieuwe bekleding en een aangepast profiel. In de nieuwe bekleding worden, zowel op het boven- als het ondertalud, innovaties toegepast. Over het bestaande basalt wordt een nieuwe bekleding aangelegd die bestaat uit zogenaamde Levvel-blocs. De blocs zijn afgeleid van het al eerder door de BAM ontwikkelde Xbloc en hebben de naam XblocPlus gekregen, alhoewel ze voor dit werk naar de uitvoerende joint- venture Levvel-blocs genoemd worden. Deze innovatieve blokken wegen 6.500 kg per stuk en hebben een golfremmende werking. Aan de Waddenzeezijde worden 75.000 van deze speciaal voor de Afsluitdijk ontwikkelde blocs over het bestaande basalt geplaatst. De blocs zijn vooraf op een schaal van 1:3 getest in de Deltagoot van Deltares, een onafhankelijk kennisinstituut op het gebied van waterbouw. Op het boventalud van de dijk wordt steenbekleding aangebracht. Bij extreme weersomstandigheden kan met deze maatregelen meer dan gemiddeld water over de Afsluitdijk slaan, zonder dat de dijk daaronder bezwijkt. Deze overslagbestendigheid kan in de toekomst nog verder worden uitgebreid.

### Water afvoeren
Een teveel aan water in het IJsselmeer stroomt bij laag water via de spuisluizen weg naar de Waddenzee. Door de opwarming van de Aarde en bijgevolg een stijgende zeespiegel is de capaciteit om te spuien niet meer voldoende. Daarom worden bij Den Oever extra spuisluizen en een gemaal gebouwd. Het gemaal krijgt een maximale capaciteit van 300 m³ per seconde. Begin mei 2024 zijn in twee groepen van drie in totaal zes energiezuinige en visvriendelijke pompen geplaatst van elk 15 meter hoog en een opvoerhoogte van 4,6 meter. Zelfs bij extreme weersomstandigheden moet dit voldoende zijn om het overtollig water af te voeren. Om zo min mogelijk energie te verbruiken, is het uitgangspunt: spuien als het kan, pompen als het moet. De elektriciteit voor de nieuwe pompen wordt op de Afsluitdijk opgewekt met zonne-energie.

## Vormgeving, architectuur en kunst op de Afsluitdijk

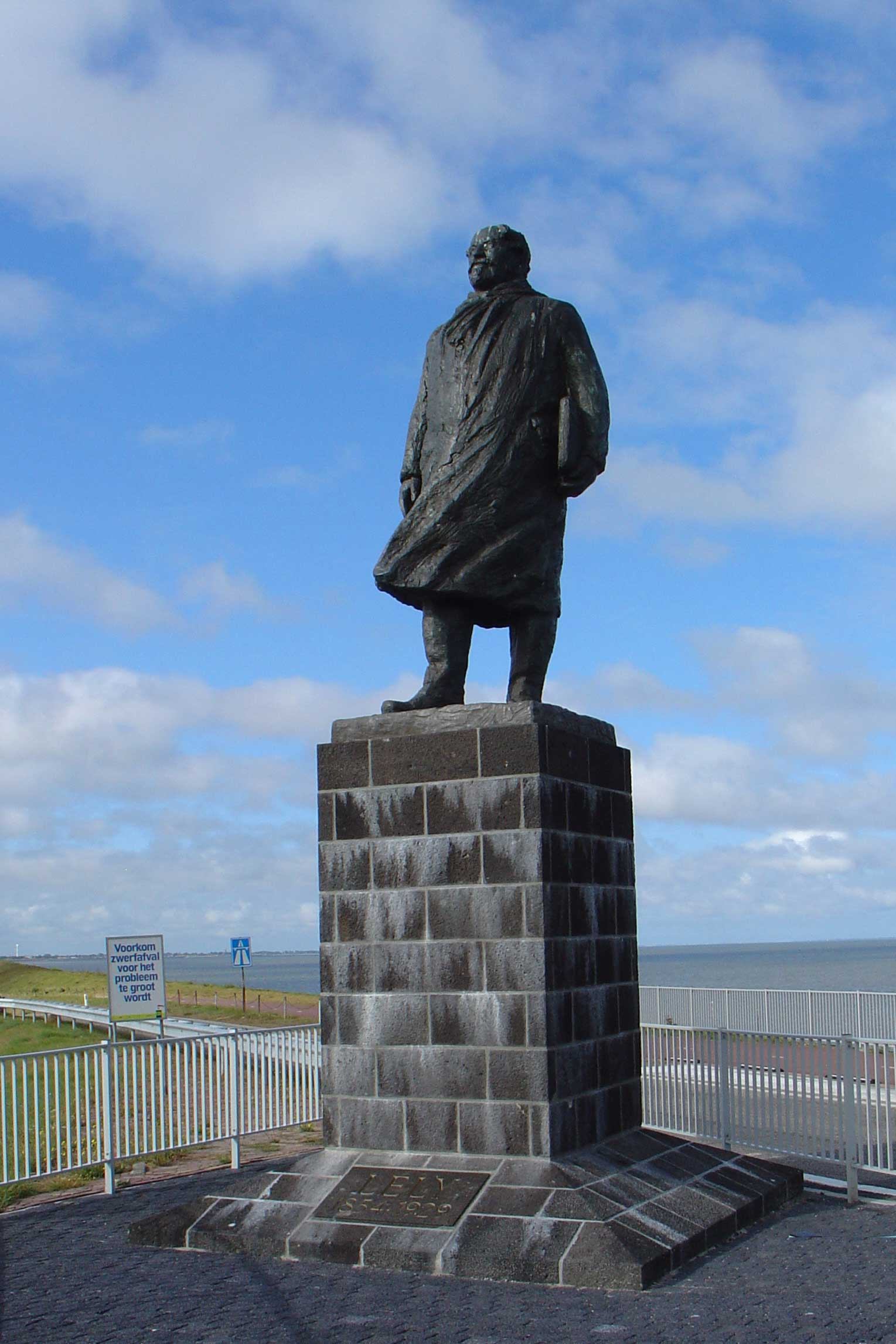
Standbeeld van Cornelis Lely

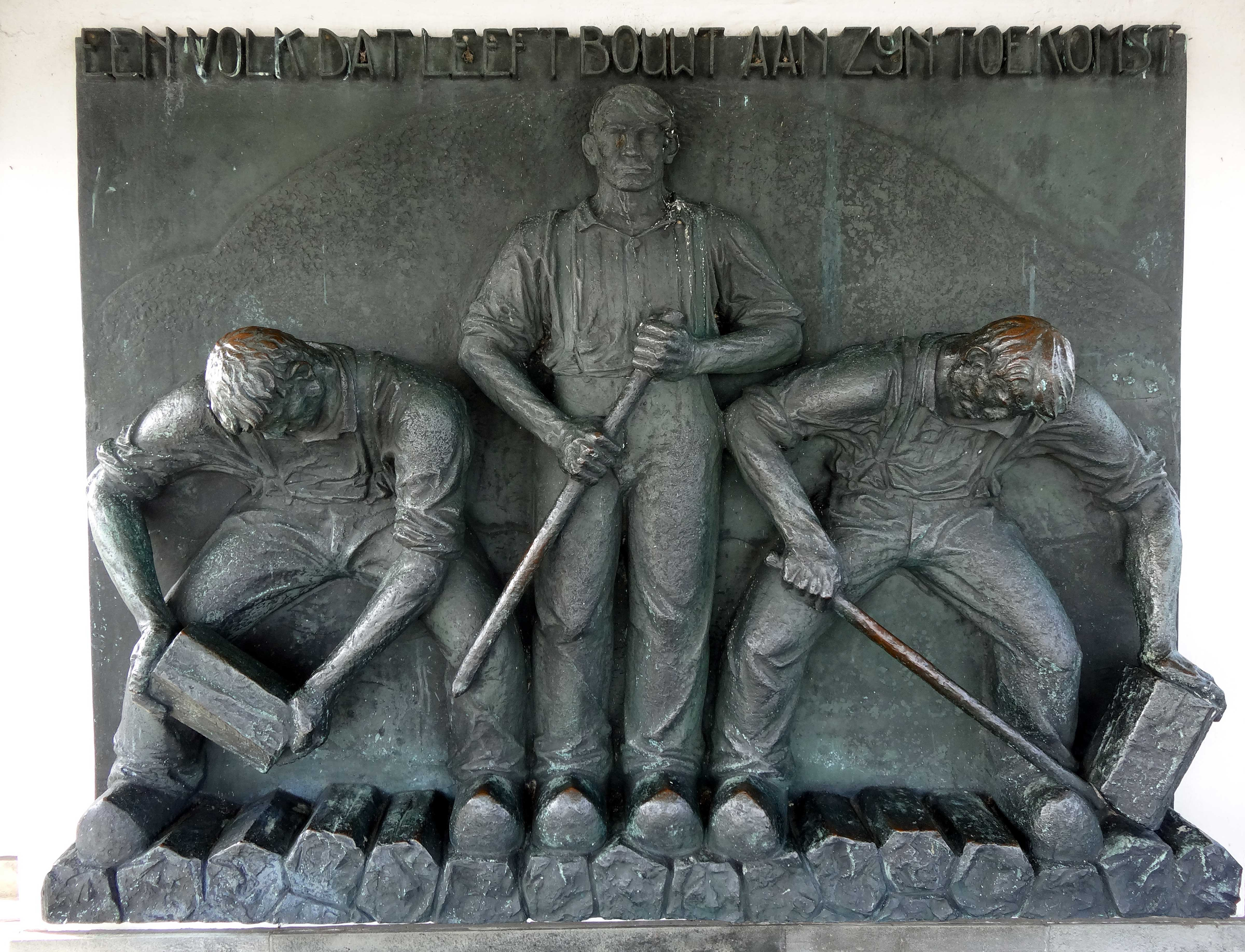
Drie steenzetters, een bronzen reliëf van Hildo Krop in het Vlietermonument.

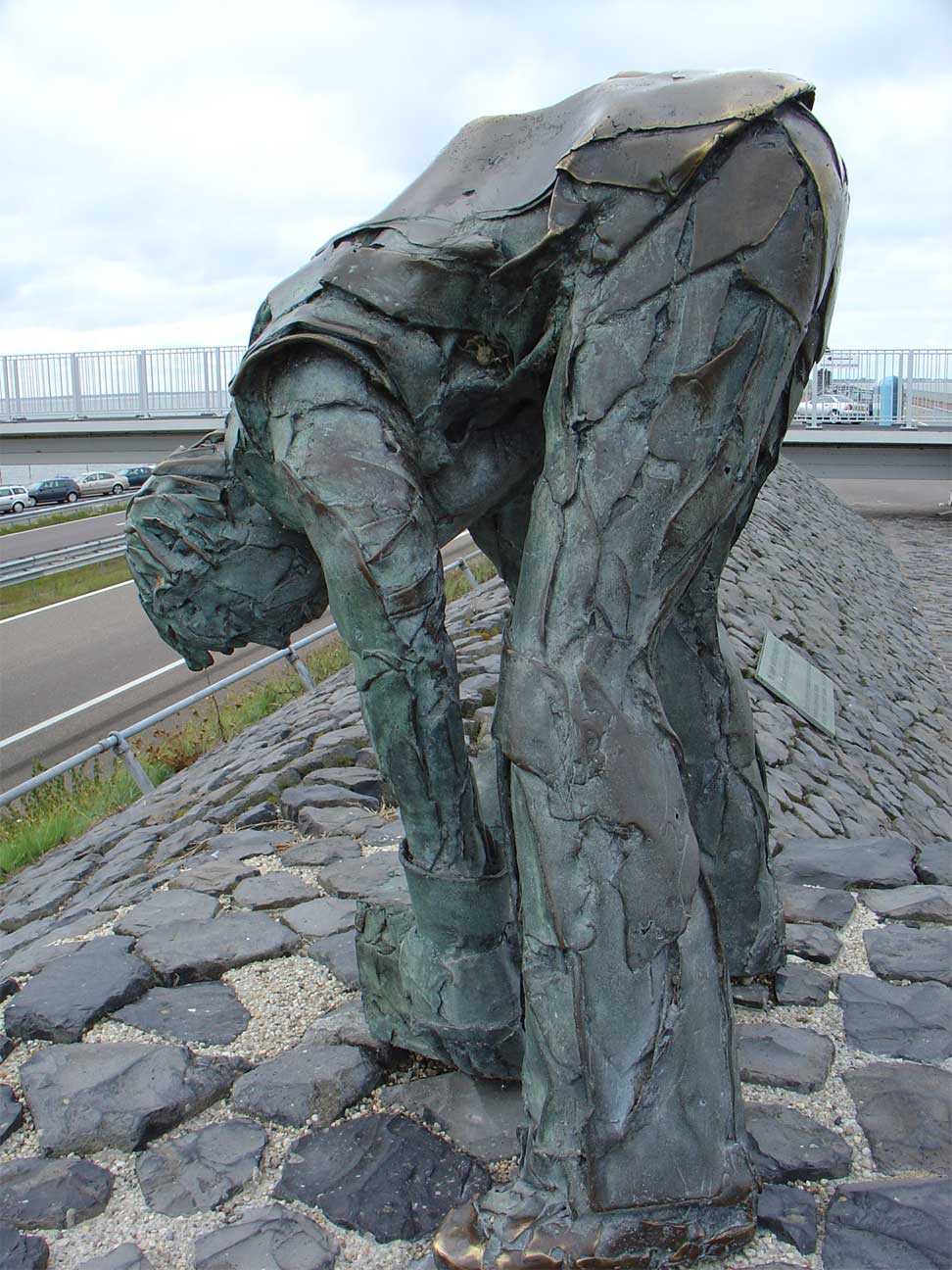
De steenzetter van Ineke van Dijk ter gelegenheid van de vijftigste verjaardag van de Afsluitdijk (1982).

Architect Dirk Roosenburg was medeontwerper van de Stevin- en Lorentz-uitwateringssluizen.
Nabij de Vlieter, waar de dijk werd gesloten, staat het Vlietermonument in de vorm van een uitkijktoren, ontworpen door architect Willem Dudok.
Ter herinnering aan de afsluiting van de Zuiderzee, vervaardigde beeldend kunstenaar Hildo Krop als rijksopdracht bij de ingang van de uitkijktoren een bronzen reliëf van drie steenzetters die basaltblokken plaatsen. De inscriptie op het reliëf stelt: Een volk dat leeft bouwt aan zijn toekomst.

### Beeld van Lely
Sinds 1954 stond aan de kop van de Afsluitdijk bij Den Oever een standbeeld van Cornelis Lely, gemaakt door beeldhouwer Mari Andriessen en onthuld door koningin Juliana. Het beeld stond langs de weg over de Afsluitdijk en Lely keek als het ware uit over zijn levenswerk: de Wieringermeerpolder en het IJsselmeer, met achter de horizon Flevoland.
Door de verdubbeling van de weg kwam Lely in de middenberm te staan. In februari 2004 haalde Rijkswaterstaat het beeld van de sokkel. Op 9 mei 2007 werd het standbeeld herplaatst in de nabijheid van het Vlietermonument. De officiële onthulling, ter gelegenheid van het 75-jarige bestaan van de dijk, werd op 24 mei 2007 verricht door kroonprins Willem-Alexander der Nederlanden. In de tussenliggende tijd werd van het beeld een afgietsel gemaakt. Dit werd in Lelystad geplaatst op de zuil van Lely.

### Icoon Afsluitdijk
Rijk en regio hebben de versterking van de Afsluitdijk aangegrepen om ook initiatieven op het gebied van recreatie en toerisme, natuurontwikkeling en duurzame energie de ruimte te geven. Studio Roosegaarde kreeg de opdracht om een bijdrage te leveren aan het versterken van de waarde van de Afsluitdijk als Icoon voor de Nederlandse waterbouw, Dutch Design en innovatie.
Het project startte in 2016 met het kunstwerk Waterlicht. Het kunstwerk laat zien tot waar het water zou reiken zonder de bouw van de Afsluitdijk. Waterlicht bestaat uit golvende lijnen van licht boven het publiek, gemaakt met LED-technologie. Dit project is inmiddels succesvol afgerond.

## Vervoer
Bus 350 van Alkmaar naar Leeuwarden van Arriva stopt bij de haltes Den Oever Busstation, Kornwerderzand en Kop Afsluitdijk. Langs de snelweg ligt een vier meter breed fietspad, waarvan ook wel gebruik wordt gemaakt door andere voertuigen die niet op de snelweg mogen rijden.

### Spoorlijn

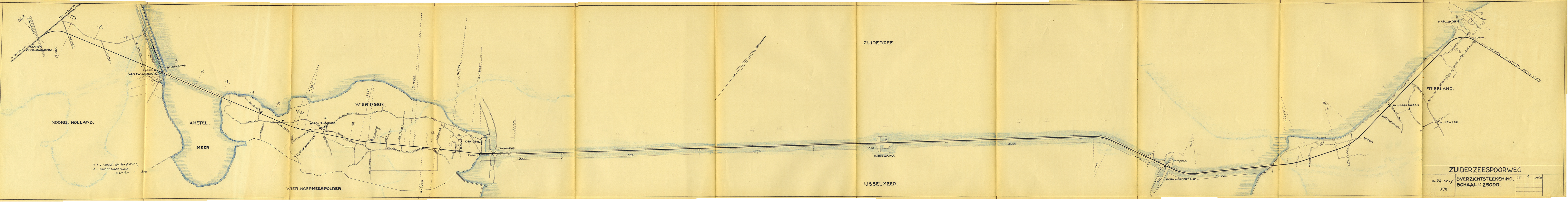
Ontwerp van een spoorverbinding over de Afsluitdijk, getekend door de Nederlandse Spoorwegen.

Het was de bedoeling, dat na voltooiing van de dijk een spoorlijn Noord-Holland en Friesland zou verbinden: de Zuiderzeespoorweg, van Anna Paulowna naar Harlingen. Daartoe werd al rekening gehouden bij de aanleg van de Amsteldiepdijk. De geologische opbouw van Wieringen, als hooggelegen keileembult, maakte het mogelijk om vlot in de lengterichting van het toenmalige eiland een kaarsrecht tracé voor de spoorlijn af te graven. Dit gebeurde tot op het niveau van de beide afsluitdijken. De uitgegraven keileem werd gebruikt voor de aanleg van de Amsteldiepdijk.
Van de spoorlijn is afgezien omdat een rendabele exploitatie destijds onmogelijk bleek. De sleuf waarin de spoorlijn zou komen te liggen is vanaf de nadering van de Amsteldiepdijk nog eenvoudig te herkennen. Een deel van het oorspronkelijke spoortracé vult het tracé van de huidige autoweg, die Wieringen in tweeën deelt. Die kerf, zeggen de Wieringers, is als een wond in het landschap.
Op de Afsluitdijk werd, naast de oorspronkelijke enkelbaansweg, een strook grond gereserveerd voor de spoorlijn en bij de sluizen werden funderingen voor draaibruggen gelegd, die tientallen jaren ongebruikt bleven. Toen in de jaren zeventig de autoweg werd verbreed tot autosnelweg A7 werden de funderingen alsnog gebruikt voor extra bruggen voor het autoverkeer. De voor de spoorlijn bedoelde strook is in gebruik genomen als tweede rijbaan.

## Trivia
- De afsluiting van de Zuiderzee door de Afsluitdijk speelt een belangrijke rol in de films Terra Nova (1932) en Dood water (1934).
- Het dijklichaam van de Afsluitdijk is 32 km lang, gemeten van kust tot kust, en ongeveer 90 meter breed. De verkeersweg over de Afsluitdijk is 32 kilometer lang, gemeten tussen de afslagen Den Oever en Zurich. De aansluitende, binnendijks op beide oevers gelegen grondlichamen werden tegelijk met het buitendijkse gedeelte aangelegd. Daardoor wordt de lengte van de Afsluitdijk vaak opgegeven als 32 kilometer, hoewel het waterkerende gedeelte slechts 30 kilometer lang is.
- Over de dijk loopt de Europese wandelroute E9, dat is het Noordzeepad of North Sea Trail. De E9 loopt langs de kust van Portugal naar de Baltische staten.
- Nog voordat de dijk definitief gedicht was, kwam op Kornwerderzand de eerste mens op de drooggelegde Zuiderzeebodem ter wereld. Deze op 14 augustus 1928 geboren Petronella Maartha Bakker was de dochter van Jan W. Bakker en Petronella Maartha Gillhaus. De ouders wilden haar vanwege deze bijzondere gelegenheid eigenlijk Kornwerdina noemen. Dit werd echter geweigerd door een ambtenaar van de burgerlijke stand van de gemeente Wonseradeel.[17]
- Op 15 augustus 2006 kreeg Formule 1-coureur Robert Doornbos van Rijkswaterstaat de gelegenheid een jongensdroom in vervulling te laten gaan. Op een speciaal voor die gelegenheid afgezet deel van de Afsluitdijk haalde hij in zijn Formule 1-auto een snelheid van 326 kilometer per uur.[18]
- Op 25 oktober 1999 werd een postzegel van 80 cent uitgebracht met de Afsluitdijk in thema van 'hoogtepunten uit de 20e eeuw'.[19]
- Op 28 oktober 2010 werd een verzilverd (circulatie)vijfje geslagen met als thema Nederland - Waterland.
- In 2016 ging het hardloopevenement 'Afsluitdijk Open' niet door vanwege het slechte weer.

## Foto's en video
|  |  |  |
|  |  |  |

## Websites
- officiële website.
- Rijkswaterstaat. Project Afsluitdijk.
- Rijkswaterstaat. De Nieuwe Afsluitdijk. op YouTube.
- Stichting Afsluitdijk. gearchiveerd
- De Afsluitdijk